# Chelčice
Chelčice (en allemand : Cheltschitz) est une commune du district de Strakonice, dans la région de Bohême-du-Sud, en République tchèque. Sa population s'élevait à 405 habitants en 2020.

## Géographie
Chelčice se trouve à 16 km au sud-est de Strakonice, à 28 km au nord-ouest de České Budějovice et à 108 km au sud-sud-ouest de Prague.
La commune est limitée par Stožice au nord-ouest et au nord, par Vodňany à l'est, par Libějovice et Truskovice au sud et par Bavorov à l'ouest.

## Histoire
La première mention écrite du village date de 1352.